# Jan Bachleda Tajber
Jan Bachleda Tajber (daty urodzin i śmierci nieznane) – polski góral z Zakopanego, jeden z najlepszych przewodników tatrzańskich w końcu XIX i początku XX wieku.
Około 1890 r. otrzymał uprawnienia przewodnika II klasy, a przed 1900 r. – I klasy. Towarzyszył w wyprawach taternickich m.in. Karolowi Potkańskiemu, Kazimierzowi Tetmajerowi i Januszowi Chmielowskiemu, często razem ze starszym Klimkiem Bachledą. W 1903 r. Jan Bachleda Tajber i Klemens Bachleda uczestniczyli w pierwszym szkoleniu taternickim polskich przewodników tatrzańskich, zorganizowanym przez Janusza Chmielowskiego.
Jego imieniem nazwana została Tajbrowa Turnia – wschodni wierzchołek Staroleśnego Szczytu.

## Osiągnięcia taternickie
- drugie wejście na Mnicha (1887, z Karolem Potkańskim i Klimkiem Bachledą),
- pierwsze wejście na Mały Ganek (1892, przy próbie wejścia na Ganek),
- pierwsze wejście na Staroleśny Szczyt (1892, z Kazimierzem Tetmajerem),
- pierwsze wejście na Rumanowy Szczyt (1902, z Januszem Chmielowskim),
- udział w pierwszej wielodniowej wyprawie graniami tatrzańskimi od Salatyńskiego Wierchu do Cubryny (1902, z Teodorem Eichenwaldem, Ferdynandem Rabowskim i Wojciechem Tylką Suleją),
- pierwsze wejście na Cubrynkę (1902, z Eichenwaldem, Rabowskim i Tylką Suleją),
- drugie (z Eichenwaldem, Rabowskim i Tylką Suleją), trzecie i czwarte wejście na Batyżowiecki Szczyt (1902–1904),
- drugie wejście granią od Polskiego Grzebienia na Staroleśny Szczyt (1902, z Eichenwaldem, Rabowskim i Tylką Suleją),
- pierwsze przejście Wschodniej Batyżowieckiej Przełęczy (1903, z Chmielowskim i K. Bachledą),
- próby wejścia na Ostry Szczyt południową i północną ścianą (1904),
- pierwsze wejście na Kozią Turnię (1904, z Chmielowskim i K. Bachledą).